# Danziger Singakademie
Die Danziger Singakademie war die wichtigste Musikvereinigung in Danzig. Sie bestand von 1818 bis 1945.

## Geschichte
1810 gründete der Lehrer Theodor Kniewel den Verein für klassische Kirchenmusiik  in Danzig. 1814 wurde er in Vereinigung der Musikfreunde umbenannt. 1817 veranstaltete diese das erste größere Konzert mit 40 Sängern und Sängerinnen und 30 Instrumentalisten, das eine sehr positive Resonanz erhielt. Daraufhin wurde am 11. Januar 1818 der Gesangsverein zu Danzig gegründet.
In den nächsten Jahren gab es einige Aufführungen, aber immer wieder finanzielle Probleme und zu wenige Sänger.
Etwa seit den 1850er Jahren wuchs die Attraktivität und auch die musikalische Qualität des Chores und der Aufführungen.
1871 wurde eine Satzungsänderung beschlossen, die nun auch Nichtsänger als zusätzliche Mitglieder des Vereins zuließ. Dadurch stieg die Mitgliederzahl seit den 1880er Jahren erheblich an, 1900 gab es etwa 432 Mitglieder.
1899 erfolgte eine Umbenennung  in Danziger Singakademie nach dem Vorbild gleichartiger Vereinigungen in Berlin und anderen deutschsprachigen Städten.
1925 wurde sie aufgelöst. 1929 gründete Reinhold Koenenkamp sie neu. Das letzte feststellbare Konzert fand am 7. Januar 1945 in Gdingen statt.

## Repertoire
Der Gesangsverein bzw. die Singakademie führten vor allem geistliche Oratorien und weitere Orchesterwerke mit Chor auf, auch in Teilen. Die haufigsten Aufführungen bis 1917 waren
- Der Messias von Händel, 22 mal
- Die Schöpfung von Joseph Haydn, 18 mal
- Der Tod Jesu von Graun, 18 mal
- Matthäuspassion von Bach, 16 mal
- Jahreszeiten von Haydn, 15 mal
- Paulus von Felix Mendelssohn Bartholdy, 14 mal
- Requiem von Wolfgang Amadeus Mozart, 10 mal

## Mitglieder
Musikalische Leiter
Die musikalischen Leiter waren
- 1818–1836	 Theodor Friedrich Kniewel
- 1837	Charles Robert Boyd
- 1838–1841 Theodor Friedrich Kniewel
- 1843–1858 Friedrich Wilhelm Markull
- 1859–1866 Friedrich Wilhelm Rehfeldt
- 1867–1875 Heinrich Collin
- 1875–1880 Heinrich Laudenbach
- 1880–1881 Carl Dorius Fuchs
- 1881–1890 Franz Johann Joetze
- 1890–1896 Georg Schumann
- 1896–1900 Ludwig Heidingsfeld
- 1901 Karl Frank
- 1901–1925 Fritz Binder
- 1929–1945 Reinhold Koenenkamp